# Gran Premio del Giappone 1996
Il Gran Premio del Giappone 1996 si è svolto domenica 13 ottobre 1996 sul Circuito di Suzuka. La gara è stata vinta da Damon Hill su Williams - Renault seguito da Michael Schumacher e da Mika Häkkinen. Hill, per la prima e unica volta, si laureò campione del mondo, ventotto anni dopo la vittoria di suo padre Graham Hill. Fu l'ultima gara per Giovanni Lavaggi, Pedro Lamy, e per Martin Brundle che, dopo la F1, diventerà commentatore sportivo per la F1 su ITV, BBC e Sky Sports; è stata anche l'ultima gara per i team Ligier e Footwork che nel 1997 vedranno entrambi un cambio di proprietà e prenderanno rispettivamente i nomi di Prost e Arrows (per quest'ultima si tratta di un ritorno al nome di origine). 
In merito alle riprese televisive, è stata l'ultima gara della F1 trasmessa dalle reti Fininvest-Mediaset, in particolare da Italia 1: dal 1997 (fino al 2017) la Rai ha ripreso i diritti per la trasmissione in chiaro.

## Prima della gara
Hill e Villeneuve arrivano all'ultima gara separati da nove punti in classifica: il canadese ha ancora la possibilità di vincere il campionato, a patto di vincere la gara con Hill ritirato o fuori dai punti. All'inglese basta infatti un solo punto per diventare campione del mondo, ventotto anni dopo il padre Graham; se anche infatti Villeneuve lo appaiasse in testa alla classifica, l'inglese vincerebbe per il maggior numero di vittorie ottenute (sette contro le ipotetiche cinque del compagno di squadra).
Il campionato costruttori, vinto dalla Williams già a cinque gare dal termine della stagione, è invece animato dalla lotta tra Benetton e Ferrari per la seconda posizione, con la scuderia di Briatore in vantaggio di un punto sui rivali.

## Qualifiche
Anche nell'ultima gara della stagione i piloti della Williams dominano le qualifiche, infliggendo pesanti distacchi agli avversari; stavolta è Villeneuve ad avere la meglio sul compagno di squadra Hill, battendolo per quattro decimi. Terzo è Schumacher, più lento di un secondo rispetto al tempo della pole position; seguono Berger, Häkkinen, Irvine, Frentzen, Coulthard, Alesi e Brundle, che chiude la top ten. In fondo al gruppo Lavaggi rimane fuori dal 107%, non qualificandosi per la gara.

### Classifica
| Pos                         | No | Pilota                | Costruttore          | Tempo    | Distacco |
| --------------------------- | -- | --------------------- | -------------------- | -------- | -------- |
| 1                           | 6  | Jacques Villeneuve    | Williams - Renault   | 1:38.909 |          |
| 2                           | 5  | Damon Hill            | Williams - Renault   | 1:39.370 | +0.461   |
| 3                           | 1  | Michael Schumacher    | Ferrari              | 1:40.071 | +1.162   |
| 4                           | 4  | Gerhard Berger        | Benetton - Renault   | 1:40.364 | +1.455   |
| 5                           | 7  | Mika Häkkinen         | McLaren - Mercedes   | 1:40.458 | +1.549   |
| 6                           | 2  | Eddie Irvine          | Ferrari              | 1:41.005 | +2.096   |
| 7                           | 15 | Heinz-Harald Frentzen | Sauber - Ford        | 1:41.277 | +2.368   |
| 8                           | 8  | David Coulthard       | McLaren - Mercedes   | 1:41.384 | +2.475   |
| 9                           | 3  | Jean Alesi            | Benetton - Renault   | 1:41.562 | +2.653   |
| 10                          | 12 | Martin Brundle        | Jordan - Peugeot     | 1:41.600 | +2.691   |
| 11                          | 11 | Rubens Barrichello    | Jordan - Peugeot     | 1:41.919 | +3.010   |
| 12                          | 9  | Olivier Panis         | Ligier - Mugen-Honda | 1:42.206 | +3.297   |
| 13                          | 14 | Johnny Herbert        | Sauber - Ford        | 1:42.658 | +3.749   |
| 14                          | 18 | Ukyo Katayama         | Tyrrell - Yamaha     | 1:42.711 | +3.802   |
| 15                          | 19 | Mika Salo             | Tyrrell - Yamaha     | 1:42.840 | +3.931   |
| 16                          | 10 | Pedro Diniz           | Ligier - Mugen-Honda | 1:43.196 | +4.287   |
| 17                          | 17 | Jos Verstappen        | Footwork - Hart      | 1:43.383 | +4.474   |
| 18                          | 20 | Pedro Lamy            | Minardi - Ford       | 1:44.874 | +5.965   |
| 19                          | 16 | Ricardo Rosset        | Footwork - Hart      | 1:45.412 | +6.503   |
| Tempo limite 107%: 1:45,833 |    |                       |                      |          |          |
| NQ                          | 21 | Giovanni Lavaggi      | Minardi - Ford       | 1:46.795 | +7.886   |

## Gara
La prima procedura di partenza viene annullata perché la McLaren di Coulthard rimane sulla griglia di partenza; la gara viene quindi accorciata di un giro e le vetture effettuano un nuovo giro di ricognizione, con lo scozzese che si schiera a fondo gruppo. Al via Villeneuve parte molto male, scivolando in sesta posizione; davanti al canadese, oltre a Hill, si inseriscono Berger, Häkkinen, Schumacher e Irvine. Più indietro, Alesi si ritira immediatamente, andando a sbattere contro le barriere dopo essere scivolato su un cordolo.
Nel corso del terzo passaggio Berger, partito con una strategia sulle tre soste e quindi più scarico di carburante rispetto all'inglese, tenta un sorpasso piuttosto azzardato su Hill, con il solo risultato di tamponarlo; il pilota della Williams procede indisturbato, mentre l'austriaco è costretto ai box per riparare la propria vettura. Nel frattempo Villeneuve rimane bloccato alle spalle di Irvine, superandolo solo al 12º giro; a questo punto il canadese comincia a far segnare una serie di giri più veloci in gara, senza tuttavia guadagnare altre posizioni durante la prima serie di pit stop.
La seconda parte di gara non vede particolari scambi di posizione, con Hill che continua a condurre davanti a Schumacher, Häkkinen (superato dal pilota della Ferrari durante la prima serie di rifornimenti) e Villeneuve; proprio il canadese apre la seconda serie di pit stop, tornando ai box al 32º giro dopo aver sentito delle strane vibrazioni provenienti dal retrotreno della sua vettura. Il canadese riparte però regolarmente, facendo segnare anche il giro più veloce in gara; tuttavia, nel corso della 37ª tornata la ruota posteriore destra della sua Williams si stacca, costringendolo al ritiro.
Damon Hill è così ufficialmente campione del mondo; a questo punto l'inglese si limita ad amministrare il proprio vantaggio sugli inseguitori, vincendo con meno di due secondi di vantaggio sul tedesco. Quarto è Berger, che negli ultimi giri tampona Irvine mettendolo fuori gara; chiudono la zona punti Brundle - all'ultima gara in carriera - e Frentzen. Per quanto concerne il mondiale costruttori, grazie alle buone prestazioni di fine annata la Ferrari riesce a superare di due lunghezze la Benetton e si aggiudica la piazza d'onore.

### Classifica
| Pos      | N. | Pilota                | Costruttore/Motore   | Giri | Tempo/Ritiro            | Griglia | Punti |
| -------- | -- | --------------------- | -------------------- | ---- | ----------------------- | ------- | ----- |
| 1        | 5  | Damon Hill            | Williams - Renault   | 52   | 1:32:33.791             | 2       | 10    |
| 2        | 1  | Michael Schumacher    | Ferrari              | 52   | + 1.883                 | 3       | 6     |
| 3        | 7  | Mika Häkkinen         | McLaren - Mercedes   | 52   | + 3.212                 | 5       | 4     |
| 4        | 4  | Gerhard Berger        | Benetton - Renault   | 52   | + 26.526                | 4       | 3     |
| 5        | 12 | Martin Brundle        | Jordan - Peugeot     | 52   | + 1:07.120              | 10      | 2     |
| 6        | 15 | Heinz-Harald Frentzen | Sauber - Ford        | 52   | + 1:21.186              | 7       | 1     |
| 7        | 9  | Olivier Panis         | Ligier - Mugen-Honda | 52   | + 1:24.510              | 12      |       |
| 8        | 8  | David Coulthard       | McLaren - Mercedes   | 52   | + 1:25.233              | 8       |       |
| 9        | 11 | Rubens Barrichello    | Jordan - Peugeot     | 52   | + 1:41.065              | 11      |       |
| 10       | 14 | Johnny Herbert        | Sauber - Ford        | 52   | + 1:41.799              | 13      |       |
| 11       | 17 | Jos Verstappen        | Footwork - Hart      | 51   | + 1 giro                | 17      |       |
| 12       | 20 | Pedro Lamy            | Minardi - Ford       | 50   | + 2 giri                | 18      |       |
| 13       | 16 | Ricardo Rosset        | Footwork - Hart      | 50   | + 2 giri                | 19      |       |
| Ritirato | 2  | Eddie Irvine          | Ferrari              | 39   | Collisione con G.Berger | 6       |       |
| Ritirato | 18 | Ukyo Katayama         | Tyrrell - Yamaha     | 37   | Motore                  | 14      |       |
| Ritirato | 6  | Jacques Villeneuve    | Williams - Renault   | 36   | Ruota                   | 1       |       |
| Ritirato | 19 | Mika Salo             | Tyrrell - Yamaha     | 20   | Motore                  | 15      |       |
| Ritirato | 10 | Pedro Diniz           | Ligier - Mugen-Honda | 13   | Testacoda               | 16      |       |
| Ritirato | 3  | Jean Alesi            | Benetton - Renault   | 0    | Incidente               | 9       |       |
| NQ       | 21 | Giovanni Lavaggi      | Minardi - Ford       |      | NQ                      | 20      |       |

## Classifiche

### Piloti
| Pos. | Pilota                | Punti |
| ---- | --------------------- | ----- |
| 1    | Damon Hill            | 97    |
| 2    | Jacques Villeneuve    | 78    |
| 3    | Michael Schumacher    | 59    |
| 4    | Jean Alesi            | 47    |
| 5    | Mika Häkkinen         | 31    |
| 6    | Gerhard Berger        | 21    |
| 7    | David Coulthard       | 18    |
| 8    | Rubens Barrichello    | 14    |
| 9    | Olivier Panis         | 13    |
| 10   | Eddie Irvine          | 11    |
| 11   | Martin Brundle        | 8     |
| 12   | Heinz-Harald Frentzen | 7     |
| 13   | Mika Salo             | 5     |
| 14   | Johnny Herbert        | 4     |
| 15   | Pedro Diniz           | 2     |
| 16   | Jos Verstappen        | 1     |

### Costruttori
| Pos. | Team                 | Punti |
| ---- | -------------------- | ----- |
| 1    | Williams - Renault   | 175   |
| 2    | Ferrari              | 70    |
| 3    | Benetton - Renault   | 68    |
| 4    | McLaren - Mercedes   | 49    |
| 5    | Jordan - Peugeot     | 22    |
| 6    | Ligier - Mugen-Honda | 15    |
| 7    | Sauber - Ford        | 11    |
| 8    | Tyrrell - Yamaha     | 5     |
| 9    | Footwork - Hart      | 1     |
| 10   | Minardi - Ford       | 0     |
| 11   | Forti - Ford         | 0     |

## Fonti
- The Official Formula 1 Website, su formula1.com. URL consultato il 10 settembre 2009.
- GpUpdate.com [collegamento interrotto], su f1.gpupdate.net. URL consultato il 10 settembre 2009.
- Grandprix.com. URL consultato il 10 settembre 2009.